# Baby Face (film)
Baby Face är en porrfilm från 1977, regisserad av Alex de Renzy. Medverkar i den gör bland andra Lyn Cuddles Malone, Paul Thomas och John Leslie. Filmen handlar om Dan, som efter att ha blivit eftersökt av polisen för att ha haft sexuellt umgänge med en minderårig flicka (Lyn Malone) uppehåller sig som manlig prostituerad på en högklassig bordell. Bordellen "tar hand om" rika kvinnor som vill bli tillfredsställda, ibland av flera män. En dag ser modern till den minderåriga flickan som Dan haft samlag med Dan på bordellen, och vid filmens slut ämnar hon hämnas på honom genom att kastrera och döda honom, efter att de haft samlag. Hon stoppas dock i grevens tid av bordellens anställda, som hör att Dan rullat ned på golvet efter att ha blivit inpaketerad i plastfolie. En polisman hör skrik från lokalen, men hindras att komma in. Hans befäl (som troligen är mutat för att inte tala om bordellens existens) sänder honom emellertid iväg för att kontrollera "nakna solbadare", trots att det är mitt i natten. Filmen avslutas med att den minderåriga flickan har sexuellt umgänge med två av de prostituerade.